# República Húngara (1919–1920)
A República Húngara   (em húngaro: Magyar Köztársaság) foi uma república de curta duração que existiu entre agosto de 1919 e fevereiro de 1920 nas porções central e ocidental da antiga Primeira República Húngara (controlando a maior parte da atual Hungria e partes da atual Áustria, Eslováquia e Eslovênia). O estado foi estabelecido após a Guerra Húngara-Romena por forças contrarrevolucionárias que buscavam retornar ao status quo anterior a 31 de outubro de 1918.   
Após esse período, os Aliados da Primeira Guerra Mundial pressionaram severamente os húngaros a recuarem para trás das linhas de demarcação do pós-guerra como uma disposição da Conferência de Paz de Paris de 1919, que foi a tentativa dos Aliados de estabelecer novos estados-nação entre os cidadãos não húngaros do antigo reino, cujos principais beneficiários foram o Reino da Romênia, o Reino dos Sérvios, Croatas e Eslovenos, a República da Áustria e a República da Tchecoslováquia. Posteriormente, a República foi transformada novamente no Reino da Hungria, que assinou o Tratado de Trianon sob protesto.

## História
Em 6 de agosto de 1919, István Friedrich, líder da Associação de Camaradas da Casa Branca (um grupo de direita e contrarrevolucionário), derrubou o governo de Gyula Peidl  e tomou o poder em um golpe com o apoio do Exército Real Romeno.  O golpe de Estado foi recebido com ampla aprovação na Hungria.  No dia seguinte, José Augusto declarou-se regente da Hungria (ocupou o cargo até 23 de agosto, quando foi forçado a renunciar)  e nomeou Friedrich como primeiro-ministro. Ele foi sucedido por Károly Huszár em 24 de novembro, que serviu como primeiro-ministro e presidente interino até a restauração da monarquia alguns meses depois.

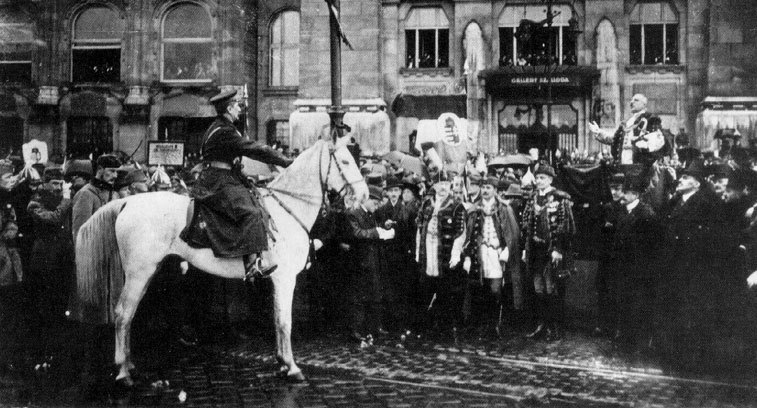
Almirante Miklós Horthy entrando em Budapeste como chefe do Exército Nacional em 16 de novembro de 1919. Ele está sendo recebido por autoridades da cidade em frente ao Hotel Gellért.

Um governo autoritário militantemente anticomunista, composto por oficiais militares, entrou em Budapeste em Novembro, na esteira dos romenos.  Seguiu-se um "Terror Branco" que levou à prisão, tortura e execução sem julgamento de comunistas, socialistas, judeus, intelectuais de esquerda, simpatizantes dos regimes  de Károlyi e Kun e outros que ameaçavam a ordem política húngara tradicional que os oficiais procuravam restabelecer.  As estimativas colocam o número de execuções em aproximadamente 5.000.  Além disso, cerca de 75.000 pessoas foram presas.   Em particular, a direita húngara e as forças romenas atacaram os judeus como forma de retaliação.  Em última análise, o Terror Branco forçou quase 100.000 pessoas a abandonar o país, a maioria delas socialistas, intelectuais e judeus de classe média. 
Em 1920 e 1921, o caos interno abalou a Hungria.  O Terror Branco continuou a atormentar os judeus e os esquerdistas, o desemprego e a inflação dispararam e refugiados húngaros sem dinheiro atravessaram a fronteira vindos de países vizinhos e sobrecarregaram a economia em dificuldades.  O governo ofereceu pouco socorro à população.  Em Janeiro de 1920, homens e mulheres húngaros realizaram o primeiro voto secreto na história política do país e elegeram uma grande maioria contra-revolucionária e agrária para o parlamento unicameral.  Emergiram dois principais partidos políticos: o Partido da União Nacional Cristã, socialmente conservador, e o Partido Nacional dos Pequenos Agricultores e Trabalhadores Agrícolas, que defendiam a reforma agrária.  Em 29 de fevereiro de 1920,  o parlamento restaurou a monarquia húngara, pondo fim à república e, em março, anulou a Sanção Pragmática de 1723 e o Compromisso de 1867.  O parlamento adiou a eleição de um rei até que a desordem civil diminuísse.  O ex-almirante austro-húngaro Miklós Horthy tornou-se regente,  cargo que ocuparia até 1944.